# 阿藤芳樹
阿藤 芳樹（あとう よしき、1954年4月5日 - ）は、日本の鑑定士。『開運!なんでも鑑定団』（テレビ東京系列）に、西洋アンティークの準レギュラー鑑定士として出演している。阿藤ギャラリー代表取締役。 西洋美術研究会会長、赤坂古物商防犯協力会会長。

## 経歴
杉並区立宮前中学校、東京都立杉並高等学校卒業。
1992年11月より、阿藤ギャラリー代表取締役に就任した。
2011年には、『開運!なんでも鑑定団』放送900回記念会見に出席。
2021年に行われた、『開運!なんでも鑑定団』の人気鑑定士ランキングでは、15位となった。

## 出演

### テレビ
- 開運!なんでも鑑定団（テレビ東京系列） - 準レギュラー鑑定士
- 目からウロコの骨董塾（BSジャパン）